# Elección al Senado de los Estados Unidos en Arizona de 2024
Las elecciones al Senado de los Estados Unidos de 2024 en Arizona se llevarán a cabo el 5 de noviembre de 2024 para elegir a un miembro del Senado de los Estados Unidos que representará al estado de Arizona. La senadora independiente titular Kyrsten Sinema fue elegida en 2018 como demócrata con el 50% de los votos, reemplazando al saliente, el republicano Jeff Flake. Sinema dejó el Partido Demócrata en diciembre de 2022 y se registró como independiente. Ella no se postulará para la reelección.